# Atom vodika
Atom vodika (redkeje tudi H-atom) je atom kemičnega elementa vodika. Klasično se ga primerja z Bohrovim modelom in upošteva, da je energija kvantizirana:
{\displaystyle mvr={\frac {nh}{2\pi }}\!\,.}
Električno nevtralni atom vsebuje pozitivno nabiti proton in en negativno nabiti elektron, ki ga na jedro veže Coulombova sila. Atomni vodik sestavlja približno 75 % osnovne (barionske) mase Vesolja.
V vsakdanjem življenju na Zemlji so izolirani vodikovi atomi (po navadi imenovani »atomni vodik«, ali točneje »enoatomni vodik«) izredno redki. Namesto tega se vodik združuje z drugimi atomi in spojinami, ali s seboj pri čemer tvori običajni (dvoatomni) vodikov plin H2.